# Омаров, Кидралы
Кидралы Омаров (1922—1978) — советский шахтёр, передовик промышленного производства, Герой Социалистического Труда (1966).

## Биография
Родился в 1922 году в Павлодарском уезде Киргизской АССР (ныне – Баян-Аульский район Павлодарской области Казахстана) в семье крестьянина.
В 1930-х годах семья Омаровых переехала в Караганду.
После окончания горнопромышленной школы в 1939-1942 годах работал на угольной шахте № 20 в Караганде.
В 1942-1949 годах служил в рядах Советской Армии, в 1946 году вступил в КПСС.
С 1952 года работал машинистом комбайна, бригадиром комплексно-добычной бригады Карагандинского угольного бассейна. В 1957 и 1961 годах бригада, возглавляемая Омаровым, установила мировые рекорды по добыче угля.
В 1961-1971 годах являлся членом ЦК Компартии Казахской ССР. Избирался депутатом Верховного Совета СССР 7-го созыва.
Выйдя на пенсию в 1972 году, перешёл работать слесарем по ремонту комбайнов, затем трудился подземным электрослесарем механического цеха.
Скончался в 1978 году в Караганде.
Награждён орденом Ленина и медалями СССР.